# Melcior Colet i Torrabadella
Melcior Colet i Torrabadella (Barcelona, 1898 - 1984) fou un metge català, especialista en ginecologia.
El 1940 va instal·lar la seva clínica a la Casa Pere Company, edifici modernista construït el 1911 per Josep Puig i Cadafalch. El 1974, quan va morir la seva esposa -Adelina Giménez i Camaló- de càncer, va crear la Fundació Colet, dedicada a la investigació oncològica.
El 1982 va regalar l'edifici a la Direcció General de l'Esport de la Generalitat de Catalunya, perquè la transformés en un museu, i des del 1986 és seu del Museu i Centre d'Estudis de l'Esport Doctor Melcior Colet. El 1983 va rebre la Creu de Sant Jordi de la Generalitat de Catalunya.